# Francis Darwin
Sir Francis Darwin, FRS (16. října 1848 – 19. září 1925), byl synem britského přírodovědce a vědce Charlese Darwina a následovník otce v botanice.

## Biografie
Francis Darwin se narodil roku 1848 v Down House, Downe, Kent. Byl třetím synem a sedmým dítětem Charlese Darwina a jeho manželky Emmy.
Darwin studoval na Trinity College, Cambridge nejprve matematiku, poté přešel na přírodní vědy a promoval v roce 1870. Pak šel studovat medicínu na Lékařské škole svatého Jiřího v Londýně a roku 1875 dosáhl bakalářského titulu, ale medicínu nepraktikoval.
Darwin byl třikrát ženatý a dvakrát vdovcem. Jeho první manželkou byla Amy Ruck. Svatba proběhla v roce 1874, Amy však roku 1876 zemřela čtyři dny po narození jejich syna Bernarda, který se později stal spisovatelem knih o golfu. V září 1883 se oženil s Ellen Crofts a spolu měli dceru Frances Crofts Darwin, básnířku, jež si vzala básníka Francise Cornforda a stala se známou pod manželovým příjmením. Ellen zemřela v roce 1903. Třetí manželkou se stala Florence Henrietta Fisher, s níž měl Francis svatbu tentýž rok, kdy byl pasován na rytíře. Florence byla dcerou Herberta Williama Fishera a vdovou po Fredericu Williamu Maitlandovi. Její sestra Adeline Fisher byla první manželkou Darwinova bratrance, kdysi eliminovaného Ralpha Vaughana Williamse.
Francis Darwin pracoval se svým otcem na fototropismu a spolupracovali na knize Síla pohybu v rostlinách z roku 1880. Jejich experimenty ukázaly, že děložní lístek mladého travního semena řídí jeho růst za světlem porovnáváním reakcí semen s pokrytou a nepokrytou koleoptií. Tyto pozorování později vedly k objevení auxinů.
Darwin byl 8. června 1882 zvolen následovníkem Královské společnosti. V tom samém roce zemřel jeho otec. Francis editoval publikaci Autobiografie Charlese Darwina a produkoval knihy z dopisů z korespondence svého otce, jako Život a dopisy Charlese Darwina (1887) a Více dopisů Charlese Darwina. Dále editoval Vnímání Původu druhů Thomase Huxleyho.
Francis Darwin byl pohřben v kapli Ascension-Parish-Burial-Ground v Cambridge.